# 勝興寺 (新宿区)
勝興寺（しょうこうじ）は、東京都新宿区にある曹洞宗の寺院。

## 歴史
1582年（天正10年）、雪庭春積によって開山された。元々は現在の千代田区麹町に位置していたが、江戸城拡張工事のため、1634年（寛永11年）に現在地へ移転している。
かつては、「清岩院」「谷田院」の塔頭を擁していたが、明治の廃仏毀釈時に吸収合併したといわれている。
墓地には、江戸時代の死刑執行人6代山田浅右衛門吉昌、映画監督の島津保次郎の墓がある。

## 山田浅右衛門の箪笥
明治になり、斬首刑が廃止となったため、山田浅右衛門の「首切り業」は御役御免となった。収入源を失った山田家は家計が苦しくなり、家財道具を売って生計の足しとした。その中に箪笥があった。古道具屋から箪笥を購入した某家では、気を病む家族が出たり、箪笥が変に動くという怪奇現象が起きた。原因を探ると山田家から放出された物と判明したため、箪笥は山田家に送り返された。その後結局、当寺が預かることになったが、戒行寺坂でどういうわけか動かなくなったので、読経して何とか寺内に入れたという。寺では箪笥にお経を入れたところ、怪奇現象は起こらなくなったという。この箪笥は、1945年（昭和20年）の空襲で焼失し、現存していない。

## 交通アクセス
- 四谷三丁目駅3番出口より徒歩8分（経路案内）。